# Gerichtsreporter
Gerichtsreporter sind spezialisierte Journalisten, die für Medien wie Presse, Hörfunk und Fernsehen über Gerichtsverfahren berichten.

## Geschichte
Seit den Anfängen des Pressewesens gab es Berichte über Verlauf und Ergebnisse von Gerichtsverfahren. Zu einem eigenen Aufgabenbereich, für das dann spezialisierte Redakteure und Reporter zuständig waren, wurde es überwiegend erst im 20. Jahrhundert. Das Interesse der Leser, Hörer und Zuschauer an solchen Berichten und einer möglichen Kommentierung ist durchweg groß.
Journalisten, die sich mit dieser Thematik befassen, sollten den formalen Rahmen von Gerichtsverfahren und die grundlegenden Gesetze sehr gut kennen. Das bezieht sich vor allem auf das Strafgesetzbuch, das Bürgerliche Gesetzbuch, das Gerichtsverfassungsgesetz und das Deutsche Richtergesetz mit den zum Teil abweichenden Regeln für die deutschen Bundesländer. Oft sind auch Kenntnisse etwa des Sozial-, des Arbeits-, des Finanz- und des Verwaltungsrechts erforderlich. Zu beachten sind auch die einschlägigen Regeln des Pressekodex des Deutschen Presserates.
In bestimmten Fällen kann es ein Gericht bei Ausschluss der Öffentlichkeit untersagen, über Verfahrensvorgänge zu berichten (§ 174 Abs. 3 GVG).

## Bekannte Gerichtsreporter
- Heike Borufka (Hessischer Rundfunk)
- Gisela Friedrichsen (Die Welt)
- Hans Holzhaider (SZ)
- Hans Leyendecker (Der Spiegel, SZ)
- Gerhard Mauz (Der Spiegel)
- Karl-Dieter Möller (ehemals Südwestrundfunk und ARD)
- Peggy Parnass (konkret)
- Annette Ramelsberger (SZ)
- Sabine Rückert (Die Zeit)
- Paul Schlesinger (Sling)
- Ulf G. Stuberger
- Gabriele Tergit
- Erwin Tochtermann (SZ)

## Preise
- pro reo Preis der Arbeitsgemeinschaft Strafrecht des Deutschen Anwaltvereins (DAV)
- Regino-Preis für herausragende Justizberichterstattung begründet von Rechtsanwalt Wolfgang Ferner, Koblenz/Heidelberg und unterstützt von der NJW

## Film-Dokumente
- Zeuge in eigener Sache: Rudolf Hirsch : Autor und DDR-Gerichtsreporter ein Film von Marie Bardischewski, Bayerischer Rundfunk, München o. J.